# Perieți (okręg Jałomica)
Perieți – wieś w Rumunii, w okręgu Jałomica, w gminie Perieți. W 2011 roku liczyła 1259 mieszkańców.